# Eduard Theodor Pleske

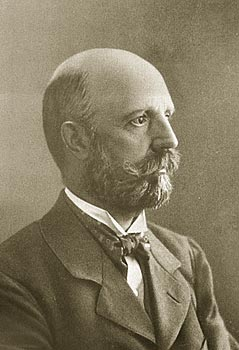
Eduard Theodor Pleske (1903)

Eduard Theodor Dmitrijewitsch Pleske (russisch Эдуард Дмитриевич Плеске; * 25. Oktoberjul. / 6. November 1852greg.; † 26. Apriljul. / 9. Mai 1904greg.) war ein russischer Finanzpolitiker.

## Leben
Pleskes Eltern waren der Generalmajor Eduard Ludwig Pleske (1817/1818–1873) und seine Frau Margarita Elisabeth Oom (1822–1880), Tochter der Erzieherin Anna Fjodorowna Oom. Großonkel waren der Senator Roman Fjodorowitsch Fuhrmann und der Dekabrist Andrei Fjodorowitsch Fuhrmann. Seine Großeltern väterlicherseits waren der Börsenmakler und Ehrenbürger Eduard Ludwig I. Pleske (1788–1868) und Sophie Ritter (1798–1879) eine Tochter des Kaufmnanns, Kommerzienrat und Ehrenbürgers Carl Gottfried Ritter (1760–1839) und seine Urgroßeltern derselben Linie waren der Pastor und Propst in Wenden Gerhard Johann Pleske (1754–1816) und Gertruda Christina Palm.
Pleske besuchte das von Ludwig Iwanowitsch Charlemagne gebaute Kaiser-Alexander-Lyzeum in St. Petersburg mit Abschluss 1872 mit einer kleinen Goldmedaille.
Pleske trat in den Dienst des Finanzministeriums und arbeitete in dem Departement für Steuerabgaben. 1875 wurde er zum Kollegienassessor (8. Rangklasse) ernannt. 1888 wurde er Vizedirektor des Departements. 1889 wurde er als Vizedirektor in die Kreditkanzlei versetzt. Er war einer der engsten Mitarbeiter des Finanzministers Iwan Alexejewitsch Wyschnegradski im Bereich der Bankenpolitik. 1891 folgte die Abordnung nach Paris im Zusammenhang mit der Realisierung der russischen Goldkredite. 1892 erhielt Pleske das wichtige Amt des Direktors der Sonderkanzlei für die Kreditabteilung, und gleichzeitig führte er die Geschäfte des Finanzkomitees.
1894 wurde Pleske Geschäftsführer der Staatsbank des Russischen Reiches. In dieser Zeit wurde die Staatsbank reformiert. 1894 wurde eine Satzung für die Bank entwickelt und eingeführt. Die Bank erhielt das Emissionsrecht im Verlauf der Geldreform 1895–1897. Die Kreditvergabe an Industrie und Landwirtschaft wurde ausgeweitet. Während der Wirtschaftskrise führte er die Maßnahmen des Finanzministeriums durch. Interventionssyndikate für die Kursstützung russischer Wertpapiere an der St. Petersburger Börse wurden eingeführt (1899–1900), und die Banken- und Industriegruppe Lasar Solomonowitsch Poljakows wurde saniert (1901–1903). Der neue Finanzminister Sergei Juljewitsch Witte schätzte ihn sehr. 1896 war Pleske zum Geheimen Rat (3. Rangklasse) ernannt worden.
Im August 1903 wurde Pleske Nachfolger Wittes als Finanzminister. Im Februar 1904 gab er das Amt krankheitshalber auf, worauf ihm Wladimir Nikolajewitsch Kokowzow nachfolgte. Pleske wurde Mitglied des Staatsrats.
Pleske war Prokurist der Moskauer Abteilung der Kaiserlichen Russischen Musik-Gesellschaft in der Hauptdirektion der Gesellschaft.
Der Zoologe Theodor Pleske war Pleskes jüngerer Bruder.
Pleske wurde in St. Petersburg auf dem Lutherischen Smolensker Friedhof begraben.
Nach Pleske wurde der Preis der Staatsbank für das beste Werk zu Finanzproblemen benannt (das Kapital wurde von Bankbediensteten aufgebracht).

## Ehrungen
- Orden des Heiligen Wladimir III. Klasse, II. Klasse[3]
- Russischer Orden der Heiligen Anna I. Klasse
- Sankt-Stanislaus-Orden I. Klasse
- Kommandeur der Ehrenlegion[3]
- Sonnen- und Löwenorden I. Klasse mit Diamanten[3]
- Orden des goldenen Sterns mit Brillanten I. Klasse des Emirats Buchara[3]